# John Jerome Cunneen
John Jerome Cunneen (5 de maio de 1932 - 9 de novembro de 2010) foi um religioso neozelandês, que serviu como o oitavo bispo da Diocese Católica Romana de Christchurch a partir de 1995 até 2007.